# Extensible Host Controller Interface
Pour les articles homonymes, voir HCI.
La spécification xHCI pour eXtensible Host Controller Interface décrit l'interfaçage matériel et logiciel entre le logiciel système et le contrôleur hôte de bus. Cette spécification est compatible avec la version 2 et précédentes de l'USB.

## Référence
1. ↑  xHCI pour Universal Serial Bus : Spécification.